# Anton Willem Nieuwenhuis
Anton Willem Nieuwenhuis (Papendrecht, 22 de maig de 1864 - Leiden, 21 de setembre de 1953) va ser un explorador i metge neerlandès que va viatjar extensament al centre de Borneo en la dècada de 1890, enregistrant informació etnogràfica valuosa sobre el poble daiak i fent col·leccions biològiques.

## Biografia
Anton Willem era el fill d'Arend Jan Nieuwenhuis (Deventer, 17 de maig de 1837 - Papendrecht, 5 de gener de 1865) i de Johanna Schneider (al voltant de 1840 - Leiden, 8 de gener de 1926).

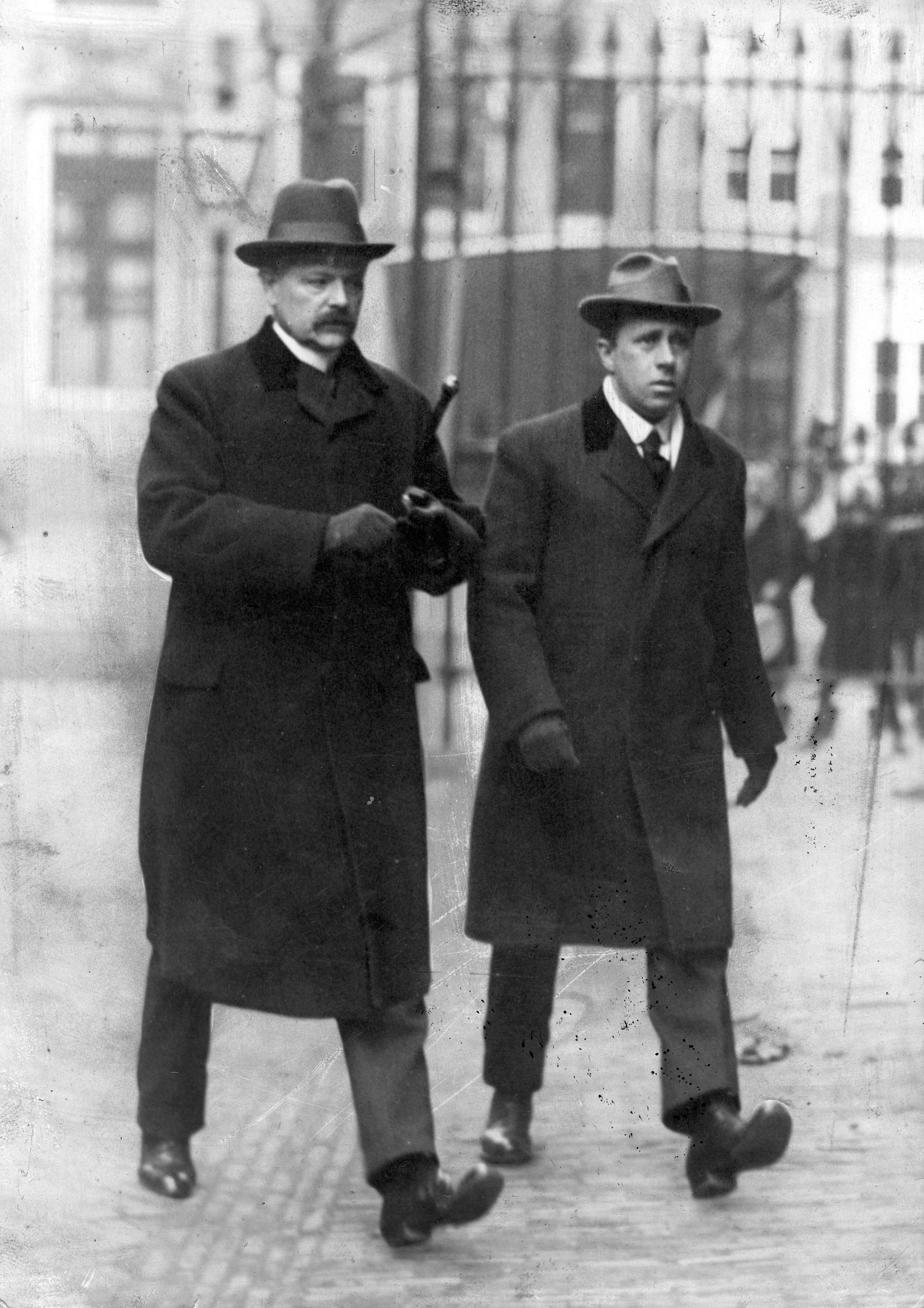
Nieuwenhuis i Huizinga (Leiden, 1917)

Va assistir a l'escola de Deventer i es va matricular el 28 de setembre de 1883 a la Universitat de Leiden per graduar-se en medicina. El 15 de novembre de 1889, va adquirir el títol de metge i un doctorat de medecina en 1890 amb el treball Sobre l'hematoma escrotal a la Universitat de Friburg de Brisgòvia.
Després es va unir a l'exèrcit holandès. Va ser nomenat metge de segona classe el 5 de desembre de 1890 i va ser transferit a Batàvia, Indonèsia. Al febrer de 1891 va ser traslladat a l'illa de Borneo. Allí va conèixer la cultura i l'estructura del país i de les persones que hi viuen. També va participar en les expedicions de recerca de la Societat per a la Promoció de l'estudi de la història natural de les colònies holandeses, va emprendre estudis mèdics i antropològics dels diferents grups de població dels daiak. Després d'onze anys i mig va tornar als Països Baixos. El 22 de maig de 1898 es va promoure a oficial metge de primera classe i va començar les seves experiències literàries.
El 14 de gener de 1904 va ser nomenat professor d'història, la literatura, antiguitats, institucions, costums i tradicions dels pobles dels arxipèlags de l'oceà Índic. Es va convertir en president de l'Associació de Medicina Tropical de Rotterdam-Leiden, membre de l'Associació Antropològica Holandesa, i el 6 de juny de 1902, membre corresponent de la Koninklijke Nederlandse Akademie van Wetenschappen (Reial Acadèmia d'Arts i Ciències dels Països Baixos). També va rebre nombroses honors de diferents societats culturals de la seva època.
També va treballar com a editor de les revistes científiques Arxius internacionals d'etnografia, Janus i Països Baixos tropicals. Va ser nomenat cavaller de l'Ordre del Lleó Neerlandès, i el 1910 es va convertir en cavaller de la primera classe de l'Ordre Reial d'Albert de Saxònia. Entre 1919 i 1920 va ser rector de la Universitat de Leiden. El 8 de febrer de 1920 va fer el discurs De mensch in de werkelijkheid, zijn kenleer in den Heidenschen godsdienst (De l'home a la realitat, la seva epistemologia en la religió pagana). El 17 de setembre de 1934 es va retirar de la seva càtedra, a l'edat de 70 anys, però va continuar treballant en publicacions etnogràfiques.
Va morir a Leiden el 1953. En un obituari, Bertram E. Smythies el va anomenar «un Livingstone Borneo».

## Família
Nieuwenhuis es va casar el 4 de juny de 1902 a Deventer amb la baronessa Johanna Margarete von Uexküll Toni Güldenbandt (Kaunas, 19 de gener de 1873 - 4 de gener de 1970), filla del baró i general Georg Reinhold Uexküll de Güldenbandt (20 de juny de 1825 - Riga, 18 de d'agost de 1890) i de la seva esposa Marie Boehtlingk (Riga, 19 de març de 1830 - Riga, 1881).
El matrimoni va tenir quatre fills:
- Geertruida Johanna Nieuwenhuis (Leiden, 10 de juny de 1903)

- Arend Reinhold Nieuwenhuis (Leiden, 20 d'abril de 1905 - 6 de maig de 1977)

- Anton Alfred Jürgen Nieuwenhuis (Leiden, 6 de setembre de 1907)

- Margarethe Sophie Elsbeth Nieuwenhuis (Leiden, febrer de 1914 - Leiden, 21 de març de 1983)

## Commemoració
En taxonomia, s'ha anomenat en honor seu l'orquídia Bulbophyllum nieuwenhuisii i el bulbul ullblau (Pycnonotus nieuwenhuisii).

## Publicacions (selecció)
- In Centraal Borneo: reis van Pontianak naar Samarinda. E.J. Brill: Leyden, 1900
- Mededelingen over het vervolg der Commissiereis naar Centraal-Borneo en Algemeene Beschouwingen en Gevolgtrekkingen naar aanleiding van de Commissiereis naar Centraal-Borneo van Mei 1898 tot December 1900. Leiden, 1902
- Anthropometrische Untersuchungen bei den Dajak. Haarlem, 1903
- Lokalisation und Symmetrie der parasitären Hautkrankheiten im indischen Archipel. Amsterdam, 1904
- Quer durch Borneo: Ergebnisse seiner Reisen in den Jahren 1894, 1896-97 und 1898-1900 Leiden, 1904–1907, 2. Bde (1. Bd. Online; 2. Bd. Online)
- Groote Godsdiensten. Animisme, Spiritisme en Feticisme onder de volken van den Nederlandsch-Indischen Archipel. Baarn, 1910